# Notre-Dame-du-Pé
Notre-Dame-du-Pé är en kommun i departementet Sarthe i regionen Pays de la Loire i nordvästra Frankrike. Kommunen ligger i kantonen Sablé-sur-Sarthe som tillhör arrondissementet La Flèche. År 2022 hade Notre-Dame-du-Pé 707 invånare.

## Befolkningsutveckling
Antalet invånare i kommunen Notre-Dame-du-Pé
| Referens: INSEE |